# Bombyx des buissons
Lemonia dumi
Espèce
Le Bombyx des buissons ou Brune du pissenlit (Lemonia dumi) est une espèce d'insectes lépidoptères (papillons) appartenant à la famille des Brahmaeidae.
- Répartition : de l’Ouest de l’Europe aux monts Oural, absent de Grande-Bretagne.
- Envergure du mâle : de 21 à 25 mm.
- Période de vol : de septembre à novembre, en une génération.
- Habitat : lieux incultes.
- Plantes-hôtes : surtout Taraxacum (pissenlits) et Hieracium (épervières).

## Sources
- P.C. Rougeot, P. Viette, Guide des papillons nocturnes d'Europe et d'Afrique du Nord, Delachaux et Niestlé, Lausanne 1978.
- D.J. Carter et B. Hargreaves, Guide des chenilles d'Europe : les chenilles de plus de 500 espèces de papillons sur 165 plantes hôtes, Paris, Delachaux et Niestlé, février 2005, 311 p. (ISBN 978-2-603-01444-8), p. 48.
- Collectif d'entomologistes amateurs, Guide des papillons nocturnes de France : plus de 1620 espèces décrites et illustrées, Paris, Delachaux et Niestlé, 2007, 288 p. (ISBN 978-2-603-01429-5), p. 31, n°58.